# وضحى بنت محمد آل عريعر
وضحى بنت محمد آل عريعر، إحدى زوجات عبدالعزيز آل سعود، ووالدة كل من الأمير تركي الأول و الملك سعود.
سنه الميلاد 1875
سنة الوفاه 1969
العمر 84 سنه

## نسبها
هي الأميرة أم تركي وضحى بنت محمد بن حسين بن محمد بن حمادة بن الأمير عريعر (عرعر) بن دجين بن الأمير سعدون بن الأمير محمد بن غرير بن عثمان بن الأمير سعدون بن ربيعة الحميدي الخالدي.
 وآل عريعر فرع من آل غرير والتي حكمت إقليمي شرق الجزيرة العربية ونجد واليمامة خلال الفترة الممتدة من 1080هـ/1669م إلى 1208هـ/1793.

## حياتها
والدتها هي عبطا بنت شبيب بن محمد بن عبد الله بن سرداح بن عبيد الله بن غرير آل حميد. تزوجت وضحى من الملك عبد العزيز آل سعود في الكويت عام 1317 هـ الموافق 1896 ميلادي ورزقت منه:
- الأمير تركي الأول بن عبد العزيز آل سعود
- الملك سعود بن عبد العزيز آل سعود
- الأميرة منيرة بن عبد العزيز آل سعود
- الأمير عبد الله الأول بن عبد العزيز آل سعود توفي صغيراً
- الأمير خالد الأول بن عبد العزيز آل سعود توفي صغيراً.[3]

تزوجت حصة (شقيقة وضحى) من حاكم الكويت مبارك الصباح، وبعد طلاقها من مبارك تزوجت عبد العزيز. وشهدت وضحى في حياتها وفاة أطفالها الخمسة. توفيت في الرياض في 4 مايو 1969 بعد وقت قصير من وفاة الملك سعود في أثينا. وكانت امرأة صالحة طوال حياتها، اتصفت بالكرم والشفقة، وأوصت بثلث مالها للفقراء والمساكين كصدقة جارية التي أوصت باستثماره بعد وفاتها في شراء عقارات موزعة في أنحاء مدينة الرياض ليصرف من ريعه على صيانة الأوقاف وعلى أقاربها ومعتوقيها وأيضا لبناء العديد من المساجد في مدينة الرياض ودعم المحتاجين.

## وصلات خارجية
- وضحى آل عريعر.. أم الضعفاء والمحتاجين.